# Pseudostomella squamalongispinosa
Pseudostomella squamalongispinosa is een buikharige uit de familie van de Thaumastodermatidae. De wetenschappelijke naam van de soort werd voor het eerst geldig gepubliceerd in 2013 door Araujo, Balsamo en Garraffoni.